# Хелоуин (филм)
Вижте пояснителната страница за други значения на Хелоуин.
„Хелоуин“ (на английски: Halloween) е филм на ужасите от САЩ от 1978 г. Режисьор е Джон Карпентър.
Историята разказва за момчеq убило сестра си на Хелоуин. Тогава той е на 6 години и е взет от д-р Сам Лумис за психологични изследвания. Години след събитията Майкъл Майърс избягва от болницата и отива в родния си град за нови убийства както за цивилни, така и за втората си сестра. Филмът е класика в жанра.